# グリーン・アーチャーズ・ユナイテッドFC
グリーン・アーチャーズ・ユナイテッドFC（英: Green Archers United Futbol Club）は、フィリピン・バタンガス州リパをホームタウンとするサッカークラブ。

## 歴史
UAAPでは「グリーン・アーチャーズ」と呼ばれていたデ・ラ・サール大学のサッカー選手によって1998年に設立された。当初はAlabang Grins Futbol Clubというクラブ名であったが、2010年に現在のクラブ名に改称した。
ユナイテッド・フットボールリーグ創設から終了まで参加していたクラブである。UFLカップでは2010年以外は毎年準々決勝まで進出しており、2013年大会は3位となった。また、2012-13シーズンのPFF国内男子クラブ選手権では4位となった。
2017年にフィリピン・フットボールリーグ (PFL) が創設された際も当初は参加する意向でライセンスを申請したものの、最終的には参加を見送った。これについては後にフランチャイズ料が年間450万ペソまで上昇してしまうが、PFLのクラブの支払能力は年間150万ペソが限度だったと指摘している。クラブはアマチュアリーグであるWeekend Futbol Leagueの最上位ディヴィジョンとなるWFL Eliteに参戦し、2017年はカヤ-マカティのリザーブチームに次いで2位、2018年は優勝という成績を収めた。
2018年末にPFLに代わるフィリピンプレミアリーグ (PPL) の構想が発表され、グリーン・アーチャーズ・ユナイテッドは参加の意向を表明した。しかし、PPLは1節のみで中止されてしまい、代わってPFLが復活することになり、グリーン・アーチャーズ・ユナイテッドも参加した。
2020年1月9日にグリーン・アーチャーズ・ユナイテッドは2020年シーズンのPFLに参加しないと発表した。

## 歴代在籍選手
- チエフィー・カリグドン 2013-